# 5696 Ібсен
5696 Ібсен (5696 Ibsen) — астероїд головного поясу, відкритий 24 вересня 1960 року.
Тіссеранів параметр щодо Юпітера — 3,173.